# First Album (배슬기의 음반)
First Album은 대한민국의 가수 배슬기의 첫 번째 정규 앨범이다. 2007년 9월 18일 발매되었다.

## 수록곡
1. One By One
2. 강한 여자
3. 소금인형
4. 말괄량이
5. 꽃잎이 지면 (나레이션)
6. 꽃잎이 지면
7. Sexy Boy
8. Love Stuck
9. A Good Day
10. It's Groove
11. 강한 여자 (MR)
12. 슬기 나래이션